# گوژپشت و رقاصه
گوژپشت و رقاصه (آلمانی: Der Bucklige und die Tänzerin) یک فیلم صامت در سبک ترسناک به کارگردانی فریدریش ویلهلم مورنائو است که در سال ۱۹۲۰ منتشر شد.
هیچ نسخه‌ای از این فیلم باقی نمانده است.

## بازیگران
- ساشا گورا
- یان گوتوفت
- پل بینسفلد
- هنری پیترز-آرنولدز
- بلا پولینی
- ورنر کراس
- لیدا سالمونووا
- آنا فون پالن